# Смарагдова мережа Європи
Смарагдова мережа Європи (англ. Emerald Network) — мережа територій особливого природоохоронного значення, важливих для збереження біорізноманіття, в країнах Європи і деяких — Африки. Створена 1998 року для виконання Бернської конвенції 1979 р. і підтримується державами — членами Ради Європи.
У країнах Євросоюзу для виконання Бернської конвенції створено мережу Natura 2000 (з більш розвиненою юридичною базою), яку розглядають як їхній внесок у проект Смарагдової мережі. Власне Смарагдова мережа діє поза ЄС, дотримуючись тих саме принципів та керуючись біогеографічним підходом.
Мета цього масштабного проекту — виділити і взяти під охорону місця проживання рідкісних видів тваринного і рослинного світу. При оцінці території для включення до Смарагдової мережі Європи враховується: чи мешкають тут види рослин і тварин, яким загрожує зникнення, чи являє вона собою важливий пункт зупинки на шляхах міграції тварин, чи відрізняється високим рівнем біорізноманіття, чи зустрічається тут унікальне місцепроживання.
На 2015 р. Смарагдова мережа Європи налічувала близько 3500 потенційних та повністю сертифікованих «смарагдових об'єктів» загальною площею майже 600 000 км2 у 16 країнах.

## Читати також
- Конвенція про охорону дикої флори та фауни і природних середовищ існування в Європі
- Біогеографічні регіони Європи
- Оселищна директива
- Пташина директива
- Смарагдова мережа України
- Natura 2000

## Ресурси Інтернету
- Emerald network of Areas of Special Conservation Interest // Council of Europe
- EEA — Glossary — Emerald Network December, 2005.
- A-Z of Areas of Biodiversity Importance: Emerald Network Sites
- Смарагдова мережа Європи(укр.)